# Leucochrysa apicata
Leucochrysa apicata är en insektsart som först beskrevs av Luisa Eugenia Navas 1926.  Leucochrysa apicata ingår i släktet Leucochrysa och familjen guldögonsländor. Inga underarter finns listade i Catalogue of Life.